# Monika Revilla
Monika Revilla es una escritora y productora mexicana de cine y televisión conocida por ser la autora de los guiones de la película El baile de los 41 y de series como Somos, La casa de las flores y Juana Inés.

## Trayectoria
Monika Revilla nació en la Ciudad de México donde se graduó del Colegio Americano. Estudió la licenciatura en Comunicación de la Universidad Iberoamericana, el Máster en Publicidad de la Universidad Pontificia de Comillas y el Máster en Competencia Literaria de la Escuela de Letras de Madrid. Vivió en Madrid y Berlín trabajando para corporativos antes de dedicarse al guion.
Empezó su carrera como guionista escribiendo series para el canal cultural mexicano Canal Once. Juana Inés es el retrato de la poeta del siglo XVII Juana Inés de la Cruz y Malinche cuenta la vida de La Malinche, la intérprete del conquistador Hernán Cortés.
Cuando Netflix llegó a México, escribió en dos series dirigidas por Manolo Caro: La casa de las flores, una comedia sobre una familia disfuncional y Alguien tiene que morir que sucede en Madrid durante la dictadura de Francisco Franco.
Recibió la beca Jóvenes Creadores del FONCA para escribir El baile de los 41. La película, protagonizada por Alfonso Herrera, trata sobre una sociedad clandestina homosexual. Reconstruye la redada policial a una fiesta travesti en 1901, popularmente conocida como el Baile de los cuarenta y uno, que es considerada la “salida del clóset” de la homosexualidad en México.
Recientemente escribió en Somos. de la mano del nominado al Oscar James Schamus y en colaboración con la novelista Fernanda Melchor. La serie está basada en la historia real de la masacre de Allende perpetrada por el cártel de Los Zetas. Es la primera serie que aborda la guerra contra el narcotráfico en México desde la perspectiva de las víctimas en lugar de la de los narcotraficantes.

## Filmografía

#### Televisión
| Año  | Título                  | Crédito                                        | Plataforma |
| ---- | ----------------------- | ---------------------------------------------- | ---------- |
| 2025 | La Máquina              | Basada en la historia de                       | Disney+    |
| 2021 | Somos.                  | Coproductora Ejecutiva Escritora (3 episodios) | Netflix    |
| 2020 | Alguien tiene que morir | Escritora (3 episodios)                        | Netflix    |
| 2018 | Malinche                | Escritora (2 episodios)                        | Canal Once |
| 2018 | La casa de las flores   | Escritora (4 episodios)                        | Netflix    |
| 2016 | Juana Inés              | Escritora (6 episodios)                        | Canal Once |

#### Cine
| Año  | Título             | Crédito                        | Director/a              |
| ---- | ------------------ | ------------------------------ | ----------------------- |
| 2020 | El baile de los 41 | Productora Ejecutiva Escritora | David Pablos            |
| 2014 | Café               | Escritora                      | Hatuey Viveros Lavielle |